# امامزاده ابراهیم (شفت)
امامزاده ابراهیم یک بنا و آرامگاه زیارتی در استان گیلان است که در شهرستان شفت و روستای امامزاده ابراهیم قرار دارد. فاصله آن تا رشت مرکز گیلان، حدود ۵۷ کیلومتر است.
امامزاده ابراهیم یک امامزاده از نسل موسی کاظم است که شهرت زیادی دارد، طوری که مردم آن را اباالفضل گیلان می‌نامند. در زبان بومی نام او به شازه ایبراهیم شهرت دارد. آرامگاه امامزاده ابراهیم از جاذبه‌های زیارتی و تاریخی روستای امامزاده ابراهیم است و علت اصلی شکل گیری آن به شمار می‌رود. بنای امامزاده، در طی سال‌های دراز، چندین بار بازسازی شده است. در حال حاضر این بنا، به مساحت ۳۰۰ متر، در چهار طبقه احداث گردیده و شامل مسجد، صحن، سرویس بهداشتی، مهمانپذیر و فضای باز است.
از مهم‌ترین جاذبه‌های طبیعی روستای امامزاده ابراهیم، جاده مسیر دسترسی به آرامگاه امامزاده است. این مسیر از جلگه‌ای زیبا با شالیزارها، خانه‌ها، رودخانه‌ها و کوهپایه‌های جنگلی عبور می‌کند و در انتها به روستای امامزاده ابراهیم می‌رسد که بافت مسکونی جالب توجه و بسیار دیدنی دارد.

## وضعیت حرم
بنای امامزاده، در طی سال‌های دراز، چندین بار بازسازی شده است. در حال حاضر، این بنا، به مساحت ۳۰۰ متر، در چهار طبقه احداث گردیده و شامل مسجد، صحن، سرویس بهداشتی، مهمانپذیر و فضای باز است.

## گالری عکس

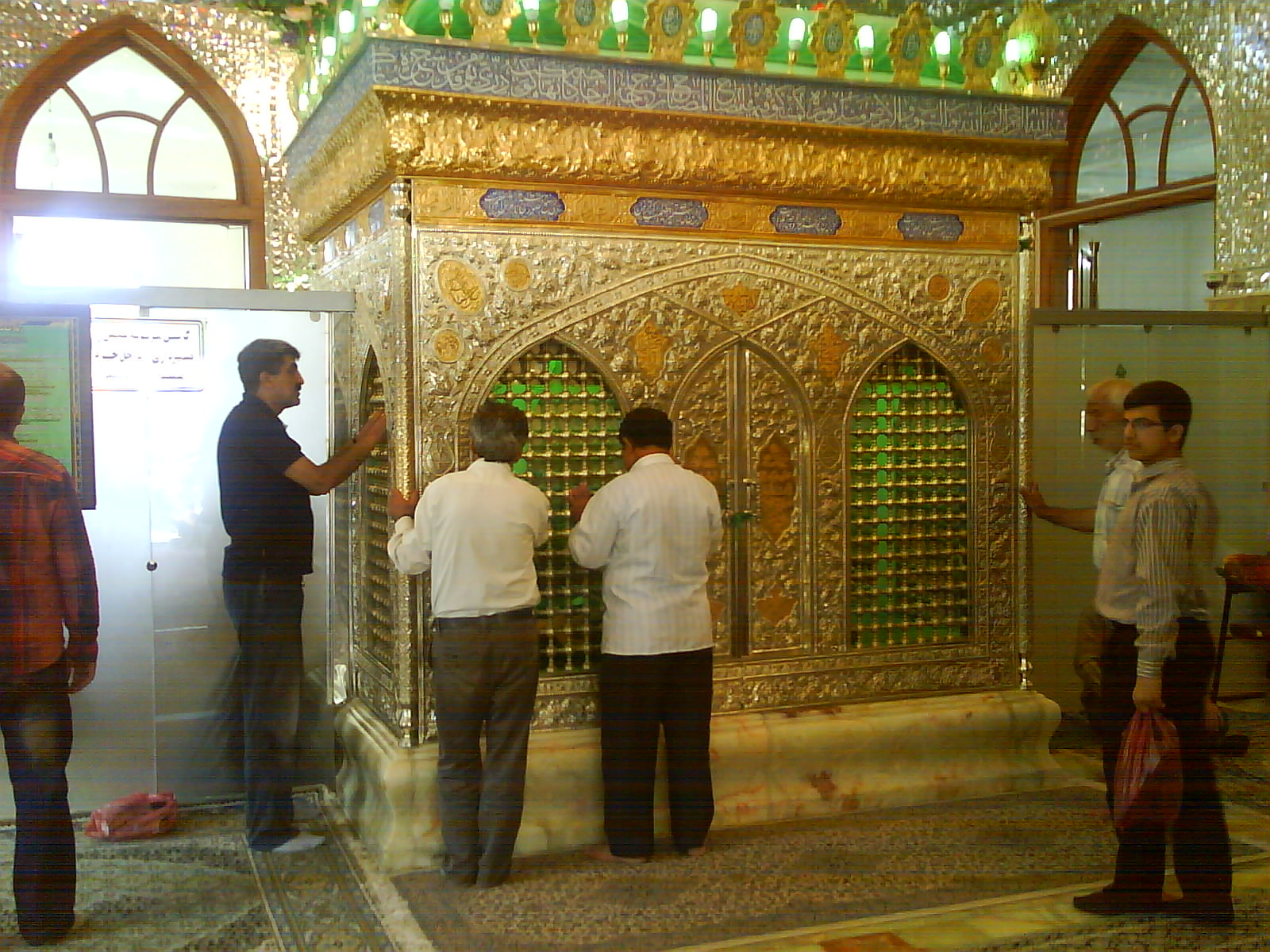
ضریح امامزاده
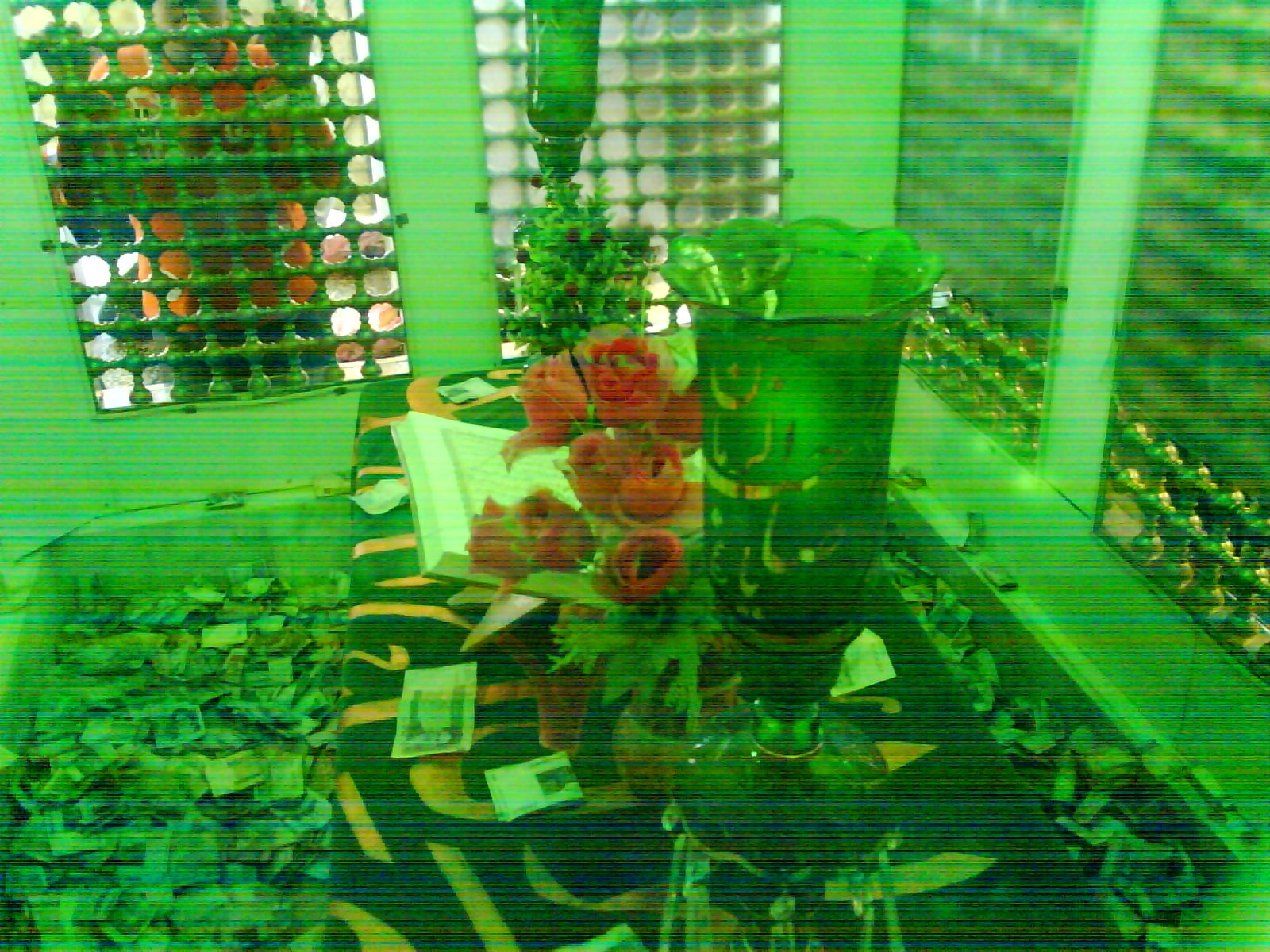
درون ضریح

## جمعیت
جمعیت آن در فصول سرد سال  ۸۰ خانوار و در فصول گرم سال ۵۰۰ خانوار است . دلیل جمعیت کم این امامزاده در فصل سرما خطرناک بودن مسیر رفت و برگشت می باشد اما جمعیت آن در فصل گرما بسیار انبوه می باشد که دلیل آن هوای معتدل کوهستانی است . (همچین باید گفت جمعیت این امامزاده همواره در فصل های مختلف متغیر است و نمی توان جمعیت درست را در این امامزاده حدس زد)

## منبع
- سایت تخصصی میراث فرهنگی و گردشگری
- سایت سفرنامه